# 底原ダム
底原ダム（そこばるダム）は、南西諸島の石垣島中部を流れる宮良川水系底原川に建設された灌漑のためのダムである。農業用のフィルダムとしては日本で最も長い堤体をもつ。宮良川土地改良事業の一環として真栄里ダムとともに建設された。ダムで蓄えられた水は灌漑用水として使用され、石垣島中部から南部にかけて広がる3,460ヘクタールの農地を潤している。

## 歴史
石垣島は年間降水量が多いものの大半は梅雨と台風によるものであり降水量は不安定である。このためしばしば干魃が発生し、農業生産は不安定であった。特に1971年は3月から9月にかけて191日間にわたり雨が降らず深刻な事態となった。沖縄本土復帰を経て1975年（昭和50年）から宮良川土地改良事業が始まり、1992年（平成4年）までにダムや配水池などが整備された。
底原ダムはこの事業の一つとして1982年（昭和57年）6月10日に着工し、1990年（平成2年）9月11日に湛水式、1992年（平成4年）11月4日に竣工式、翌5日に完工式が行われた。底原ダムの建設に要した費用は概算で176億円であった。ダムの管理は1993年（平成5年）4月1日から沖縄県に委託されている。

## 構造
洪水吐は長さ60メートルの扇形自由越流式（シュート式）であり、取水設備として3基のスライドゲートと1基のローラーゲートを備えた斜樋が採用されている。隣接する真栄里ダムとは全長929メートルの於茂登導水路で結ばれており、貯水量の少ない真栄里ダムの余剰水を受け入れる役割も担っている。
ダム右岸（西側）に管理棟と「世果報の水」の石碑が置かれている。ダム提体上には遊歩道が伸びており、於茂登岳やカラ岳を眺めることができる。ダム湖の周辺にも遊歩道が整備されている。ダム湖を見下ろす丘陵地には「サッカーパークあかんま」がある。